# Samba (Burkina Faso)
Samba ist sowohl eine Gemeinde (französisch commune rurale) als auch ein dasselbe Gebiet umfassendes Departement im westafrikanischen Staat Burkina Faso, in der Region Nord und der Provinz Passoré. Die Gemeinde hat 35.705 Einwohner.